# Wake Your Mind
Wake Your Mind je studiové album německého trancového dua producentů a DJů Cosmic Gate. Album vyšlo v digitální formě 24. října 2011 v internetovém obchodě s hudbou Beatport.

## Seznam skladeb
| Pořadí | Název                             | Featuring                                   | Délka |
| ------ | --------------------------------- | ------------------------------------------- | ----- |
| 1.     | Sometimes They Come Back For More | Arnej (koproducent)                         | 7:34  |
| 2.     | Be Your Sound                     | Emma Hewitt (zpěv)                          | 4:21  |
| 3.     | Wake Your Mind                    | Cary Brothers (zpěv)                        | 4:14  |
| 4.     | The Theme                         |                                             | 6:07  |
| 5.     | All Around You                    | Myon & Shane 54 (koproducent), Aruna (zpěv) | 5:31  |
| 6.     | Never Apart                       | Alana Aldea (zpěv)                          | 5:43  |
| 7.     | Over the Rainbow                  | J'something (zpěv)                          | 4:56  |
| 8.     | Nothing Ever Lasts                | Andrew Bayer (koproducent)                  | 6:15  |
| 9.     | Calm Down                         | Emma Hewitt (zpěv)                          | 5:47  |
| 10.    | Free Falling (Barra)              | Aruna (zpěv)                                | 3:45  |
| 11.    | Drifting Away                     | Cathy Burton (zpěv)                         | 5:42  |
| 12.    | Flying Blind                      | JES (zpěv)                                  | 6:09  |
| 13.    | Perfect Stranger                  |                                             | 5:34  |
| 14.    | Beautiful Destruction             | Alana Aldea (zpěv)                          | 6:00  |